# Tunel Landecker
Tunel Landecker (niem. Landecker Tunnel) – tunel drogowy o długości 6955 metrów położony w pobliżu miasta Landeck, w Austrii. Został oddany do użytku w roku 2000. Biegnąca przez tunel droga oznaczona jest jako A12 i S16, mimo iż prowadzi poza głównym śladem tych tras. Przejazd tunelem jest płatny - obowiązują winiety.